# 59-es busz (Tatabánya)
A tatabányai 59-es jelzésű autóbusz a Végállomás és a Henkel Kft. között közlekedik. A vonalat a T-Busz Tatabányai Közlekedési Kft. üzemelteti.

## Története
Az új buszvonalat 2018. január 1-jén indította el Tatabánya új közlekedési társasága, a T-Busz Kft.

## Útvonala
| Henkel Kft. felé | Végállomás felé |
| --- | --- |
| Végállomás – Kormos út – Aradi utca – Mátyás király út – Ady Endre utca – Bláthy Ottó utca – Sárberki lakótelep – Sárközy Géza út – Turul utca – Dózsa György út – Réti utca – Erdész utca – Rákóczi Ferenc út – Búzavirág utca – Orgona út – Üveggyár utca – Henkel Kft. | Henkel Kft. – Üveggyár utca – Orgona út – Búzavirág utca – Rákóczi Ferenc út – Erdész utca – Réti utca – Dózsa György út – Turul utca – Sárközy Géza út – Sárberki lakótelep – Bláthy Ottó utca – Ady Endre utca – Mátyás király út – Aradi utca – Kormos út – Végállomás |

## Megállóhelyei
| 0  | Végállomás végállomás           | 31 | 52, 52I, 53, 53B, 53I, 57, 59B, 59I                             |
| 2  | Alsógalla, vasúti megállóhely   | 29 | 3A, 8, 8L, 8S, 9, 9D, 38, 38G, 53B, 57, 59I S10 G10 S12         |
| 3  | Mátyás király út                | 28 | 3A, 8, 8L, 8S, 9, 9D, 38, 38G, 53B, 57, 59I                     |
| 5  | Ady Endre utca                  | 26 | 3A, 8, 8L, 8S, 9, 9D, 38, 38G, 53B, 57, 59I                     |
| 6  | Tesco                           | 25 | 8, 8L, 8S, 9, 9D, 18, 38, 38G, 53B, 57, 59I                     |
| 7  | Sárberki lakótelep, bejárati út | ∫  | 2, 8S, 9, 9D, 52, 52I, 59I                                      |
| 8  | Sárberki lakótelep              | 23 | 2, 8S, 9, 9D, 52, 52I, 59I 8443                                 |
| 10 | Sárközy Géza utca               | 21 |                                                                 |
| 12 | Turul utca                      | 19 |                                                                 |
| 14 | Kollégium                       | ∫  | 1, 1G, 6, 8, 8L, 8S, 9, 11, 18, 38, 38G, 50                     |
| 15 | Bánki Donát Iskola              | 17 | 2, 8, 8L, 8S, 9D, 18, 26, 26R, 38, 38G, 51B, 52, 52I, 59B, 59I  |
| 16 | Millennium lakópark             | 16 | 2, 8, 8L, 8S, 9D, 18, 26, 26R, 38, 38G, 51B, 52, 52I, 59B, 59I  |
| 17 | Mentőállomás                    | 14 | 8, 8L, 8S, 11, 18, 38, 38G, 51B, 52, 52I, 59B                   |
| 23 | Búzavirág utca                  | 8  | 4, 4E, 9, 9D, 50, 51, 51B, 53, 55, 57, 59I 8402, 8403           |
| 25 | Otto Fuchs                      | 6  | 50, 51, 51B, 52I, 53, 53B, 53I, 54, 55, 57, 59B, 59I 8402, 8403 |
| 26 | Coloplast                       | 5  | 50, 51, 51B, 52I, 53, 53B, 53I, 54, 55, 57, 59B, 59I 8402, 8403 |
| 28 | Lotte - Samsung                 | 3  | 50, 51, 51B, 52I, 53, 53B, 53I, 54, 55, 57, 59B, 59I 8402, 8403 |
| 29 | AGC Üveggyár                    | 2  | 50, 51, 51B, 52I, 53, 53B, 53I, 54, 55, 57, 59B, 59I 8402, 8403 |
| 30 | BD Hungary                      | 1  | 50, 51, 51B, 52I, 53, 53B, 53I, 54, 55, 57, 59B, 59I 8402, 8403 |
| 31 | Henkel Kft. végállomás          | 0  | 50, 51, 51B, 52I, 53, 53B, 53I, 54, 55, 57, 59B, 59I 8402, 8403 |